# Папини, Гвидо
Гвидо Папини (итал. Guido Papini; 1 августа 1847, Камайоре — 3 октября 1912, Лондон) — итальянский скрипач и композитор.
Учился во Флоренции у Фердинандо Джорджетти, дебютировал в этом же городе в 1860 году, исполнив концерт Луи Шпора. Работал в Тоскане как солист и ансамблист, в 1865 году играл вторую скрипку во Флорентийском квартете, руководил также собственным квартетом. В 1874 году длительное время концертировал в Лондоне (в том числе как альтист одного из ведущих струнных квартетов города), в 1876 году — в Париже и Бордо. Среди музыкантов, вместе с которыми Папини предпринимал гастрольные поездки, были, в частности, Антон Рубинштейн, Ганс фон Бюлов и Джованни Боттезини. В 1893—1896 годах заведовал кафедрой скрипки в Королевской академии музыки в Дублине, затем жил в Лондоне, преподавая частным образом и занимаясь композицией.
Написал скрипичный (1876) и два виолончельных (1874, 1877) концерта, ряд других скрипичных сочинений (из которых наиболее известно Тема и вариации), ноктюрны и романсы, сборник упражнений для скрипки соло и учебник игры. Автор ряда обработок и транскрипций в диапазоне от Алессандро Страделла и Жана-Батиста Люлли до Рихарда Вагнера и Антонина Дворжака. Под редакцией Папини издавался ряд произведений классического скрипичного и виолончельного репертуара, в том числе каприсы Николо Паганини и концерты Луиджи Боккерини.
В родном городе Папини проводится конкурс скрипачей, который носит его имя.